# Suzhou Blue Knights
I Suzhou Blue Knights sono una squadra di football americano di Suzhou, in Cina.

## Dettaglio stagioni

### Tornei nazionali

#### Campionato

##### CBL
| Stagione | regular season | regular season | regular season | regular season | regular season | regular season | playoff | playoff | playoff | playoff | playoff | playoff   | playoff    |
|          | Vin            | Par            | Per            | Tot            | PF             | PS             | Vin     | Per     | Tot     | PF      | PS      | risultato | avversaria |
| -------- | -------------- | -------------- | -------------- | -------------- | -------------- | -------------- | ------- | ------- | ------- | ------- | ------- | --------- | ---------- |
| 2015     | 3              | 0              | 2              | 5              | 119            | 98             | -       | -       | -       | -       | -       | -         | -          |
| 2016     | 2              | 0              | 3              | 5              | 54             | 114            | -       | -       | -       | -       | -       | -         | -          |
| 2017     | 5              | 0              | 1              | 6              | 152            | 49             | -       | -       | -       | -       | -       | -         | -          |
| 2018     | 2              | 0              | 3              | 5              | 26             | 104            | -       | -       | -       | -       | -       | -         | -          |
| 2019     | 0              | 0              | 1              | 1              | 0              | 1              | -       | -       | -       | -       | -       | -         | -          |
| Totale   | 12             | 0              | 10             | 22             | 351            | 366            | -       | -       | -       | -       | -       |           |            |

Fonti: Enciclopedia del Football - A cura di Roberto Mezzetti